# Suisse au Concours Eurovision de la chanson 2011
La Suisse a participé au Concours Eurovision de la chanson 2011.

## Processus de sélection
Après 6 ans de sélections internes, il a été annoncé en juin 2010 que la SRG SSR était en train de réfléchir à la possibilité de présenter une finale nationale pour la représentation de la Suisse, une première depuis 2004, cela dépendant du détail du budget qui a été finalisé au début de l'automne.
Le 24 août, la SF a annoncé que la finale nationale serait organisée, après un accroissement de la popularité pour l'Eurovision en Suisse après les victoires norvégiennes et allemandes. La SRG SSR rechercha le candidat à envoyer en Allemagne avec la radio publique DRS 3, et les télévisions publiques de la TSR et de RSI. La finale nationale avec 12 finalistes est diffusée le 11 décembre 2010 depuis Kreuzlingen. sept finalistes venait de la SF, trois de DSR 3, un de la TSR et un de RSI. Le télévote a sélectionné la chanson finale gagnante,,,.

### Sélection de la SF
La sélection de la SF contenait sept finalistes. Les candidats ont dû soumettre leur proposition au diffuseur du 1er au 30 octobre 2010. D'anciens participants au Concours ont pris part à cette sélection : DQ, Todomondo (les deux en 2007), Miodio de Saint-Marin 2008, Mariella Farré qui a représenté la Suisse en 1983 et 1985.
Les votes se sont déroulés du 1er au 10 novembre 2010, composé d'un jury et des votants d'Internet (chacun ayant 50 % des votes) ont sélectionné sept chansons sur les 327 soumises pour se qualifier à la finale nationale. Les sept finalistes ont été annoncés le 16 novembre 2010 par la SF, :
- CH
- Sarah Burgess
- Polly Duster
- The Glue
- Anna Rossinelli
- Bernarda Brunovic
- Andrina

### Sélection de DSR 3
DSR 3 a sélectionné ses 3 finalistes via le vote en ligne. Sur les 4 semaines, les soumissions ont été en discussions et votées dans l'émission radiophonique ESC-Club. Les auditeurs et un jury ont décidé de procéder au vote de 10 chansons en ligne du 2 au 12 novembre 2010. La radio a fait recommencer les votes après qu'un internaute a essayé de les manipuler. Les 3 chansons qui ont reçu le plus de votes et obtenu leur place pour la finale nationale étaient Dominique Borriello, Duke, et The Colors et Illira,. Les 10 chansons en lices étaient :
| Artiste                           | Chanson                         | Vote   |
| --------------------------------- | ------------------------------- | ------ |
| Dominique Borriello               | "Il ritmo dentro di noi"        | 20,4 % |
| Duke                              | "Waiting for Ya"                | 19,9 % |
| The Colors et Ilira               | "Home"                          | 16,1 % |
| Anetta Morozova feat. Wilder Berg | "Sky"                           | ?      |
| Dorian Gray                       | "No Seasons"                    | ?      |
| Simongad                          | "I Will Stand (for the Nation)" | ?      |
| Fräkmündt                         | "D'Draachejongfer"              | ?      |
| Evelyn                            | "Who Do You Love?"              | ?      |
| Scilla                            | "Barbie Doll"                   | ?      |
| Lucas                             | "Hot Temptation"                | ?      |

### Sélection de RSI
Le diffuseur RSI a choisi une chanson pour la finale nationale. Un jury a sélectionné cinq chansons des 46 soumissions par vote sur Internet du 3 au 9 novembre 2010, puis sur l'antenne radio de Rete Uno le 10 novembre 2010 à l'Hôtel Besso à Lugano. Le vainqueur fut choisi par les votes par Internet (10 %), les votes par SMS (50 %), et un vote du jury (40 %). Le gagnant de la finale fut Orpheline avec "Surrender", mais le chanteur renonça pour des raisons personnelles. Par conséquent, Victoria Hyde, la deuxième, fut prévue pour être envoyée à la finale nationale, comme annoncé par RSI le 15 novembre. Cependant, le 23 novembre, la SF l'a disqualifiée car sa chanson a été publiée avant le 1er septembre, ce qui est une violation des règles,. Cela signifie que Scilla, terminant à la 3e place, a été choisie finaliste par RSI. Les 5 chansons de la finale de RSI étaient :
| Artiste           | Chanson                       | Place             |
| ----------------- | ----------------------------- | ----------------- |
| Orpheline         | "Surrender"                   | 1er (Retiré)      |
| Vittoria Hyde     | "Play the Trumpet"            | 2e (Disqualifiée) |
| Scilla            | "Barbie Doll"                 | 3e                |
| Néo               | "Learning to Love"            | ?                 |
| Maxi B avec Marco | "Most Likely - Probabilmente" | ?                 |

### Sélection de la TSR
La TSR a sélectionné son finaliste en interne Il s'agit du duo Aliose,. Le 29 novembre, la TSR a annoncé qu'elle a envoyé la chanson "Sur les pavés" à la finale nationale.

## Finale nationale
La finale nationale a été diffusée le 11 décembre 2010 au Bodensee Arena à Kreuzlingen  et présenté par Sven Epiney. Les candidats furent commentés par un "groupe d'expert", constitué de Baschi, Nik Hartmann, et trois anciens participants Suisses au Concours : Francine Jordi (2002), Pepe Lienhard (1977), et Peter Reber (membre du groupe "Peter, Sue and Marc", représentant en 1971, 1976, 1979, et 1981). Le télévote fut utilisé pour sélectionner le gagnant.
| #  | Artiste              | Chanson                  | Place | Télévote | Chaîne |
| -- | -------------------- | ------------------------ | ----- | -------- | ------ |
| 01 | Polly Duster         | "Up to You"              | 8     | 4,36 %   | SF     |
| 02 | Duke                 | "Waiting for Ya"''       | 11    | 2,66 %   | DRS 3  |
| 03 | Andrina              | "Drop of Drizzle"        | 9     | 3,30 %   | SF     |
| 04 | Bernarda Brunovic    | "Confidence"             | 2     | 13,36 %  | SF     |
| 05 | Anna Rossinelli      | "In Love For a While"    | 1     | 23,93 %  | SF     |
| 06 | Aliose               | "Sur les pavés"          | 7     | 6,49 %   | TSR    |
| 07 | Dominique Borriello  | "Il ritmo dentro di noi" | 12    | 2,33 %   | DRS 3  |
| 08 | Scilla               | "Barbie Doll"            | 10    | 2,88 %   | RSI    |
| 09 | CH                   | "Gib nid uf"             | 4     | 11,73 %  | SF     |
| 10 | The Colors et Illira | "Home"                   | 3     | 13,05 %  | DRS 3  |
| 11 | Sarah Burgess        | "Just Me"                | 6     | 7,70 %   | SF     |
| 12 | The Glue             | "Come What May"          | 5     | 8,21 %   | SF     |

## À l'Eurovision
La Suisse participe à la première demi-finale le 10 mai 2011.